# エミール・ボック
エミール・ボック（ルーマニア語: Emil Boc、1966年9月6日 - ）は、ルーマニアの政治家。民主自由党 (PD-L) 党首。元首相、元クルージュ＝ナポカ首長。2008年に首相に任命させた同国大統領トライアン・バセスクの派閥に属している。
世界金融危機 (2007年-2010年)がルーマニアに波及すると、同国の経済状況も悪化し、国際通貨基金(IMF)から200億ユーロの支援を受ける代わりに、公務員の給与25％削減や増税などの緊縮財政策を打ち出した。これに対し反発の声が挙がり、2012年1月中旬から全国で反政府デモが勃発。2月6日、ボックは事態の責任を取り首相を辞任した。